# Zespół dworski w Modlnicy
Zespół dworski w Modlnicy – zespół dworski znajdujący się we wsi Modlnica, w gminie Wielka Wieś, w powiecie krakowskim. Dwór wraz z lamusem, murem z wieżyczką oraz parkiem, został wpisany do rejestru zabytków nieruchomych województwa małopolskiego.

## Historia
Modlnica Wielka w XIV i XV w. należała do Czaderów, następnie do Jana i Stanisława z rodu Prusów. Od roku 1503 należała do Imbrama Salomona (zm. 1504), potem jego syna Stanisława Salomona który majątek znacznie powiększył, ale nie dochował się potomstwa. Modlnica przeszła na jego brata Mikołaja Salomona, następnie jego dzieci sprzedały majątek księdzu Stanisławowi Fogelwederowi w roku 1582. Majątek przechodzi kolejno w ręce Jakuba i Stanisława Kucharskiego, pani Słupskiej, od 1680 Franciszka Jordana z Zakliczyna, potem Michała Łętowskiego od którego Modlnica Wielka przeszła w ręce szlacheckiej rodziny Konopków herbu Nowina.
Pierwszy i kolejni właściciele dworu z rodu Konopków:
- od roku 1782 – Józef Nowina–Konopka (ur. 1739 zm. 1811) (ożeniony z Teresą Skotnicką);
- Tadeusz Konopka (ur. 1788 zm. 1864) – autor wspomnień i pamiętników od czasów saskich do 1812 r[2];
- Józef II Konopka (1817–1880) – był z zamiłowania przyrodnikiem, etnografem i historykiem. Razem z żoną Stefanią mieli 11 córek i 9 synów. Stefania wniosła w posagu majątek Mogilany koło Myślenic[4].
- Julian Konopka (ur. 1814 zm. 1899) i jego siostra Antonina Konopczanka (zm. 1905). Julian skończył krakowskie Liceum św. Barbary, matematykę na UJ oraz uzyskał dyplom inżyniera górnika we Francji. W Modlnicy założył Fabrykę Maszyn Rolniczych. Projektował budynki, nowe wzory pomp, pługów oraz kombajnów. Zaprojektował wodociąg do gorzelni, browaru, dworu i zabudowań wiejskich. Pisał też wiersze, zbierał i konserwował chronometry i inne starocie[4];
- Adam Konopka (ur. 1876 zm. 1932) – był bratankiem Juliana[4];
- Adam Konopka (III, 1876–1931) – był szambelanem papieskim[5][4];
- Adam Konopka (IV ur. 1905) – właściciel do 1945 r., myśliwy, bywalec dalekich wypraw łowieckich. Jego trofea do dzisiaj zdobią ściany domu[4].

We dworze już za poprzednich właścicieli często przebywała przejezdna szlachta w myśl maksymy: wszyscyśmy bracia kontuszowi.

Na zaproszenie Józefa Konopki mieszkał w Modlnicy od 1871 do 1884 r. Oskar Kolberg, który pracował nad kolejnymi tomami swojego dzieła pt. „Lud”. Liczne wycieczki i bezpośredni kontakt z miejscowym folklorem ułatwiały tę pracę. W latach 1871–1875 ukazuje się tom „Krakowskie” w czterech częściach. Po śmierci Konopki, Kolberg przeniósł się już na stałe do Krakowa.
U Konopków gościli też: Włodzimierz Tetmajer, Artur Grottger, Bronisława Rychter-Janowska, Antoni Kozakiewicz, Walery Eljasz-Radzikowski, Jan Matejko, Karol Hubert Rostworowski, Franciszek Morstin, Maria Pawlikowska-Jasnorzewska, Kazimierz Przerwa-Tetmajer, Stanisław Kamocki i wielu innych artystów, profesorów krakowskiej Akademii Sztuk Pięknych.
W okresie międzywojennym dwór był w rozkwicie i w znacznym stopniu wpływał na kulturę Modlnicy. W tym czasie majątkiem władał szambelan Adam Nowina Konopka. Konopka wspierał kulturalną i artystyczną działalność miejscowego nauczyciela Józefa Lachnera, darzył też wielką przyjaźnią i wspierał wielodzietną rodzinę kierownika szkoły.
Dobra dworu rozciągały się w kierunku zachodnim po Modlniczkę (należącą także do Konopków) i dalej po Tomaszowice. Dwór w Tomaszowicach ongiś również był własnością rodziny Konopków, później rodu Ziemblic-Boguszów z Brzezia. Pod koniec lat 20. XX w. majątek liczył 335 hektarów.
Po śmierci Adama Konopki w 1931 roku obiekt zaczął podupadać. Dzieci Konopków powyjeżdżały dla nauki w świat, w końcu i sama właścicielka przeniosła się do Krakowa. Po II wojnie światowej wywłaszczony dwór modlnicki popadł w ruinę. Został odrestaurowany dopiero w latach 60. XX wieku, gdy przeszedł w zarządzanie Uniwersytetu Jagiellońskiego jako „Dom Pracy Twórczej” (obecnie: Ośrodek Recepcyjno-Konferencyjny Rektora Uniwersytetu Jagiellońskiego .

## Architektura
W inwentarzu z 1582 r. zanotowano pierwszą informację o drewnianym, piętrowym budynku na podmurowaniu. Budynek był okazały, na parterze było siedem pomieszczeń, na piętrze dziewięć a całość nakryta była dachem o pięciu szczytach z wieżyczkami. Późniejsza historia tego obiektu nie jest znana.
Dwór wybudowany w latach 80. XVIII wieku przez Karola Kriszkiera, na planie prostokąta z gankiem wspartym na słupach. W czasie przebudowy w stylu klasycystycznym, w 1813 r. dodano trakt gospodarczy po stronie wschodniej, alkierze-ryzality po stronie północnej, czterokolumnowy portyk, obramienia drzwi i okien oraz boniowane naroża. W tympanonie półokrągłe okienko. Całość nakryto gontowym dachem polskim. W 1926 r. do dworu dobudowano piętrową wieżyczkę z drewnianą latarenką. Obok dworu stoi przebudowany po wojnie dawny lamus.
Dwór otacza duży park z czytelnym układem kwaterowym, z kilkusetletnimi lipami, olbrzymimi topolami, wierzbami i wiązami.

## Ciekawostka
Żartobliwe porzekadło: Co kopka Konopka... odnosi się do całego płodnego i dbającego o potomstwo rodu Konopków. W XIX w. pod względem liczebności potomstwa w Galicji, przewyższał Józefa i Stefanię, kasztelan Łempicki z ilością 22 dzieci.